# 福岡村 (群馬県)
福岡村（ふくおかむら）は群馬県の東部、山田郡に属していた村。
現在のみどり市大間々町福岡地区に相当する。

## 地理
南西を渡良瀬川、北東を足尾山地に囲まれている。

## 歴史
- 1889年（明治22年）4月1日 町村制施行により山田郡浅原村、塩原村、小平村、長尾根村が合併し山田郡福岡村が成立する。従前の各村はそのまま大字となる。（例：山田郡福岡村大字浅原村）
- 1916年（大正5年）6月1日 各大字内の「村」を削除。（例：山田郡福岡村大字浅原）
- 1954年（昭和29年）10月1日 山田郡大間々町へ編入する。
- 2006年（平成18年）3月27日 山田郡大間々町が新田郡笠懸町、勢多郡東村と新設合併しみどり市となる。

## 行政

### 歴代村長[1]
| 代 | 氏名         | 就任             | 退任             | 生年月日        | 備考               |
| -- | ------------ | ---------------- | ---------------- | --------------- | ------------------ |
| 1  | 山同藤十郎   | 明治22年6月1日   | 明治31年5月6日   | 嘉永元年4月19日 |                    |
| 2  | 小池仙太郎   | 明治32年10月24日 | 明治39年10月23日 | 文久3年10月20日 |                    |
| 3  | 小野里小三郎 | 明治40年3月27日  | 明治41年3月20日  | 慶応2年11月22日 |                    |
| 4  | 阿久津直三郎 | 明治41年4月11日  | 明治41年4月21日  | 明治4年1月12日  |                    |
| 5  | 深澤太郎次   | 明治41年6月4日   | 明治43年4月25日  | 明治4年5月15日  |                    |
| 6  | 山同嘉四郎   | 明治43年8月4日   | 明治45年1月20日  | 元治元年8月25日 |                    |
| 7  | 松島信三郎   | 大正元年10月14日 | 大正11年8月6日   | 慶応2年12月27日 |                    |
| 8  | 小池仙太郎   | 大正12年4月28日  | 昭和2年4月27日   | 文久3年10月20日 |                    |
| 9  | 山同藤十郎   | 昭和2年4月10日   | 昭和10年6月25日  | 明治7年7月6日   |                    |
| 10 | 松島信三郎   | 昭和10年6月21日  | 昭和10年7月9日   | 慶応2年12月27日 |                    |
| 11 | 山同康雄     | 昭和10年7月10日  | 昭和21年11月30日 | 明治27年7月26日 |                    |
| 12 | 松島保衛     | 昭和22年4月9日   | 昭和29年9月30日  | 明治32年7月10日 | 大間々町へ編入合併 |

## 地域

### 教育

#### 小学校
- 福岡村立福岡中央小学校
- 福岡村立福岡東小学校
- 福岡村立福岡西小学校

#### 中学校
- 福岡村立福岡中学校 - 昭和22年開校。昭和29年より大間々町立福岡中学校。昭和45年大間々町立大間々中学校に統合。